# رنگین‌کمان (آلبوم کشا)
رنگین‌کمان (به انگلیسی: Rainbow) سومین آلبوم استودیویی از خواننده-ترانه‌پرداز آمریکایی کشا است که در ۱۱ اوت سال ۲۰۱۷ از سوی آرسی‌ای رکوردز منتشر گردید.